# Курочкино (озеро)
Курочкино (устар. Курочкина) — озеро, расположенное близ посёлка Старокамышинск в составе города Копейск Челябинской области.

## Описание
Озеро Курочкино имеет овальную форму. Много небольших заливов. Высота над уровнем моря — 222 м. Площадь зеркала 1,92 км². Берега низкие, пологие. Северо-западная и восточная часть озера зарастает камышом. Сильно развита подводная растительность. Дно местами песчаное, местами очень заилено. Прозрачность воды до 1 метра. В водоёме очень много коряжника. На восточной стороне озера есть дамба хвостохранилища. Почти со всех сторон озеро окружено садовыми товариществами, базами отдыха и санаториями; к северо-востоку от озера находится посёлок Старокамышинск. На юго-восточном берегу озера находятся геронтологический центр, профильный детский лагерь «Восход».
До развития угледобычи в Копейске озеро было небольшим, его размеры в середине 20-го века значительно увеличились от сброса в него вод, откачиваемых с близлежащих угольных шахт. После закрытия Групповой обогатительной фабрики прекращён сброс воды в озеро и оно стало мелеть с каждым годом. В 2017 году губернатором Челябинской области было принято решение о пополнении вод озера Курочкино перекачкой из близлежащего озера Смолино, страдающего от избыточного подъёма уровня воды.